# Sextus Pomponius
Sextus Pomponius est un juriste romain du milieu du IIe siècle, ayant vécu sous les règnes de Hadrien (117-138), Antonin le Pieux (138-161) et Marc Aurèle (161-180). Il ne semble pas avoir occupé de charge officielle ni avoir produit de responsa (ce qui supposait le jus publice respondendi) ; apparemment il enseignait seulement. Il est un des principaux auteurs cités dans le Digeste et les Institutes du Corpus juris civilis (plus de cinq cents citations plus ou moins longues). Un passage (Dig. 45, 3, 39) semble le présenter associé à Gaïus, dont il fut en grande partie le contemporain.
De son œuvre abondante, dont seuls des fragments subsistent, on connaît les titres suivants :
- l'Enchiridii libri duo (ou Manuel en deux volumes) ;
- le Liber singularis enchiridii (Manuel en un seul volume), contenant une brève histoire du droit romain des origines jusqu'au début du IIe siècle apr. J.-C. (sans mention de l'Édit perpétuel) qui est reproduite au début du Digeste (I, 2, 2) et au début de l' Ecloga ;
- un commentaire Ad Sabinum en 35 ou 36 livres sur les Juris civilis libri tres de Masurius Sabinus, composé sous Hadrien ;
- un commentaire Ad Q. Mucium en 39 livres sur les Juris civilis libri XVIII de Q. Mucius Scævola, composé sous Antonin le Pieux ;
- un commentaire de l'Édit perpétuel, qui avait peut-être 150 livres (une citation du livre 83 porte sur un passage qui est à peine au-delà de la moitié du texte), connu seulement à travers l'œuvre d'Ulpien, qui en fit grand usage ;
- un traité sur les sénatus-consultes Velléien, Tertullien et Macédonien ;
- un Liber regularum, recueil de sentences de droit ;
- un ouvrage intitulé Variæ lectiones ;
- un recueil de lettres (Epistulæ).